# Salvador José Zapata
Salvador José Zapata, nacido en Guísamo (Bergondo) el 24 de diciembre de 1781 y fallecido en la Habana el 21 de abril de 1854, fue un farmacéutico español.

## Trayectoria
Emigró a Cuba a comienzos del siglo XIX y comenzó a trabajar de mancebo en una botica de la capital. Entre 1808 y 1812 estudió Farmacia y consiguió el título de maestro de farmacia, con el que pudo abrir su propio establecimiento.
Con el tiempo consiguió una pequeña fortuna y cuando falleció, en su testamento dejó todas sus pertenencias para hacer escuelas en la ciudad de La Habana para niños pobres sin ninguna distinción. Así comenzaron las Escuelas Zapata.
El testamentario fue la Real Sociedad Económica de Amigos del País de La Habana, que consiguió que una calle llevara su nombre en su reconocimiento e hizo un mausoleo en el paseo central del cementerio, obra del escultor Patricio Sirgado. La primera Escuela Zapata fue inaugurada en 1873, y en 1876 se impartieron clases a adultos.
También el pintor Miguel Melero hizo un retrato de él en 1879 que se encuentra entre los de las figuras ilustres de Cuba en la que había sido sede de la sociedad, y que después pasó a ser el Instituto de Literatura y Lingüística.